# Ія Меурмішвілі
Ія Меурмішвілі (англ. Ia Meurmishvili) — грузинська журналістка-роззлідувачка, редакторка та ведуча новин. Працівниця грузинської мовної служби«Голосу Америки». Експертка з енергетичної безпеки Європи та Південного Кавказу, регіональних конфліктів на Південному Кавказі, політичних, економічних та безпекових питань Північного Кавказу та розширення НАТО.

## Життєпис
У 1998—2004 роках навчалася в Тбіліському державному педагогічному університеті. Другу освіту здобула в Американському університеті у Вашингтоні (міжнародні відносини).
У 2006—2008 рр. — виконавча помічниця президента компанії Finmeccanica North America, Inc. З 2008 до 2009 рр. — співробітниця офісу конгресвумен Еллісон Шварц (англ. Allyson Young Schwartz). У 2009—2012 рр. — виконавча директорка Асоціації грузинської діаспори у США англ. Georgian Association in the USA.
З 2009 донині — журналістка, редакторка і ведуча щотижневої програми новин «Washington Today» грузинської мовної служби «Голосу Америки». Висвітлює зовнішню політику США, інтерв'юює американських та грузинських високопосадовців (зокрема, конгресменів та членів адміністрації США). Меурмішвілі також проводить журналістські розслідування та працює як фактчекерка. Вона є експерткою з питань енергетичної безпеки Європи та Південного Кавказу, регіональних конфліктів на Південному Кавказі, політичних, економічних та безпекових питань Північного Кавказу та розширення НАТО.
У 2015 році брала інтерв'ю для своєї програми в американського дипломата Курта Волкера, колишнього спеціального представника Державного департаменту США з питань України. Заручилася з ним у липні 2019, одружилася 9 жовтня 2019 року.